# Neumania extendens
Neumania extendens är en kvalsterart som beskrevs av Marshall 1922. Neumania extendens ingår i släktet Neumania och familjen Unionicolidae. Inga underarter finns listade i Catalogue of Life.